# Que notre joie demeure
Ne doit pas être confondu avec Que ma joie demeure.
Pour plus de détails, voir Fiche technique et Distribution.
Que notre joie demeure est un film dramatique français réalisé par Cheyenne Carron sorti en 2024.
Il s'agit d'un film semi-biographique centré sur les derniers jours du père Jacques Hamel, assassiné dans son église de Saint-Étienne-du-Rouvray en 2016. Sa mort avait provoqué une grande médiatisation dans le pays.

## Synopsis
Le père Jacques Hamel était prêtre près de Rouen. En juillet 2016, Adel Kermiche, un jeune sous emprise islamiste, a tué le père Jacques Hamel, sans défense, dans son église. 
La cinéaste explore le parcours chaotique d'un jeune perdu, devenu violent, tourné vers la destruction. AK a anéanti une vie tournée vers des centaines d'autres et le pardon, l'amour, les dons quotidiens de ce prêtre. De cet assassinat violent est né un témoignage de bonté, celui du père Jacques Hamel. Un prêtre, discret, dont la vie d’engagement était tournée vers son prochain. A Saint-Etienne du Rouvray (76), dans la ville frappée par cet attentat, chrétiens et musulmans ont renforcé leur dialogue. Que notre joie demeure ǃ 

## Fiche technique
- Titre original : Que notre joie demeure
- Titre anglais : A Life for the Others
- Réalisation et scénario : Cheyenne Carron
- Assistante réalisation : Chloé Di Gregorio
- Photographie : Quentin Reno
- Costumes : Marina Massocco
- Décors : Cheyenne Carron
- Son : Jérôme Schmitt
- Mixage : François Saintin
- Montage : Yannis Polinacci
- Production : n/a
- Société de production : Hésiode Productions, Canal +
- Distribution : Hésiode
- Pays de production :  France
- Durée : 119 minutes[réf. nécessaire]
- Date de sortie : 
  - France : 
    - 17 février 2024 (avant-première)
    - 24 avril 2024 (sortie nationale)

## Distribution
- Daniel Berlioux : le père Jacques Hamel
- Oussem Kadri : Adel Kermiche
- Majida Ghomari : Fatima Kermiche, mère d'Adel
- Najla Barouni : Leïla Kermiche, sœur d'Adel
- Gérard Chaillou : Monsieur Coponet
- Geneviève Emanueli : Mme Coponet
- Nathalie Charade : sœur Hélène
- Marie-Claire Arènes : sœur Danièle
- Claudine Renoul : sœur Huguette
- Véronique Frumy : Roseline Hamel, sœur de Jacques
- Séverine Warneys : une fille de Roseline Hamel
- Cécilia Assoun : une fille de Roseline Hamel
- Laurent Borel : Paul, le SDF
- Fouad Nouar : Rachid Zarki
- Rachid Moura : l'imam
- Sofiane Kaddour : Yassine
- Lokeman Mehichi : Abdel Petit-Jean
- Anne Sicard : Anne, une paroissienne qui discute de l'attentat de Nice
- Anne Coponet : une paroissienne
- Eric Denize : André, l'homme mourant
- Nathalie Afferri : l'épouse d'André
- Timothée Vaganay : Lucas Gambert
- Delphine Montaigne : Madame Gambert
- Salia Bouchemoua : Sarah, fiancée d'Adel
- Mohamed Benazza : l'oncle d'Adel
- Morgane Housset : la fiancée
- Léopold Bellanger : le fiancé
- Wafya Cochet-Boukhari : une amie de Fatima
- Agnès Godet : une amie de Fatima
- Farès Choua : un ami d'Adel
- Pierre-Yves Touzot : le juge d'instruction
- Chloé Di Gregorio